# Bolax cupreoviridis
Bolax cupreoviridis är en skalbaggsart som beskrevs av Ohaus 1931. Bolax cupreoviridis ingår i släktet Bolax och familjen Rutelidae. Inga underarter finns listade.